# Abelardo Rondón
Rondón  Vásquez est un nom espagnol. Le premier nom de famille, en général paternel, est Rondón ; le second, en général maternel, souvent omis, est Vásquez.
Abelardo Rondón Vásquez est un coureur cycliste colombien. Il est né à Zapatoca (département de Santander), le 18 mars 1964.
Il commence sa carrière professionnelle en 1986 dans l'équipe colombienne Café de Colombia. Il participe avec elle au Tour de France 1986, lors duquel il est hors-délai dès la deuxième étape. L'année suivante, il est équipier de Luis Herrera lors de sa victoire au Tour d'Espagne. En 1989, il est recruté par l'équipe espagnole Reynolds, qui devient Banesto en 1990. Il est équipier de Miguel Indurain lors de la première de ses cinq victoires au Tour de France, en 1991. Il termine douzième de ce Tour et Banesto gagne le classement par équipes. Il effectue ses deux dernières saisons en 1992 et 1993 au sein de l'équipe Gatorade.

## Équipes
Ses différentes formations :
- 1986 :  Café de Colombia - Piles Varta
- 1987 :  Piles Varta - Café de Colombia
- 1988 :  Café de Colombia
- 1989 :  Reynolds - Banesto
- 1990 :  Banesto
- 1991 :  Banesto
- 1992 :  Gatorade - Chateau d'Ax
- 1993 :  Gatorade

## Palmarès
- 1982
  - 9e étape du Tour du Costa Rica
- 1987
  - 5e étape du Tour de la Communauté européenne[2],[3]

## Résultats sur lesgrands tours

### Tour de France
6 participations.
- 1986 : Hors-délai lors de la 2e étape[4].
- 1989 : 28e du classement général.
- 1990 : 28e du classement général.
- 1991 : 12e du classement général.
- 1992 : 55e du classement général.
- 1993 : Abandon lors de la 16e étape.

### Tour d'Espagne
4 participations.
- 1986 : 52e du classement général.
- 1987 : Abandon sur chute lors de la 8e étape[5].
- 1990 : 46e du classement général.
- 1991 : 38e du classement général.

### Tour d'Italie
2 participations.
- 1992 : 43e du classement général.
- 1993 : 22e du classement général.

## Résultats sur les championnats

### Championnats du monde professionnels
4 participations.
- 1988 : Abandon.
- 1989 : Abandon.
- 1991 : 49e au classement final.
- 1992 : 70e au classement final.